# Dean Lamb
Dean Ivan Lamb (1886-1956) fue un aviador norteamericano conocido principalmente por su hazaña de participar en el primer combate aéreo armado en la historia, en noviembre de 1913, en la ciudad de Naco, México.

## Vida
Dean Ivan Lamb nació en Cherry Flats, condado de Tioga, Pensilvania (Estados Unidos) el 25 de enero de 1886, hijo de Henry Horatio Lamb (1857- Canton, 1939) y la inglesa Viola G. English (1866-1929). Fue educado en la escuela pública de Canton, Pensilvania, y en la Escuela Normal del Estado en Mansfield, Pensilvania.
Fue un navegante en 1900 sirviendo en la marina de los Estados Unidos y peleo en Manila en la Guerra de las Filipinas. Trabajó como pescador de perlas en las Filipinas, como oficial de importación en China, en el Canal de Panamá, y tomó parte en dos pequeñas revoluciones en Colombia (1907). Fue deportado de Venezuela y combatió en la Revolución (1909-1910). Ahí fue gravemente herido pero sobrevivió.
En 1913 Lamb proclamó haber combatido por el General Hill en la facción de Carranza en la Revolución mexicana. Participó en la primera batalla aérea del mundo en Naco (30 de noviembre de 1913, aunque la fecha suele variar) con Phil Rader, un escritor y mercenario norteamericano. Ambos utilizaron pistolas en lo que simplemente fue un trabajo para complacer a sus superiores.
En 1924 lo encontramos en Honduras donde participó en la Revolución Reivindicatoria o Segunda Guerra Civil de Honduras como piloto mercenario; previamente unos años antes, Dean había sido contratado como instructor de los aparatos británicos Bristol F.2 Fighter que el gobierno de Honduras había adquirido, siendo este aviador quien voló la primera aeronave, el Bristol matriculado H-9 de la futura Fuerza Aérea Hondureña.

### Vida personal
Dean Ivan Lamb mantuvo relación sentimental con Pameliene Alida Norris con quien tuvo una hija Juliette Alida Lamb Norris (1920-1996).